# Пфалц-Зимерн
Пфалц-Зимерн (на немски: Pfalz-Simmern) е пфалцграфство и херцогство на Свещената Римска империя от 1444 до 1685 г. Управлява се от страничната линия на пфалцските Вителсбахи. От нея произлизат баварските крале през 19 век и цялата днешна династия Вителсбахи и е свързана чрез Елизабет Стюарт също с днешната династия Уиндзор. Столица е Зимерн.
Пфалцската линия на Вителсбахите се разделя след смъртта на Рупрехт III фон дер Пфалц през 1410 г. на четири линии:
- най-големият син Лудвиг продължава курлинията с резиденция Хайделберг
- Йохан основава линията Пфалц-Ноймаркт
- Стефан основава линията Пфалц-Зимерн-Цвайбрюкен с резиденция Зимерн
- най-малкият син Ото става пфалцграф в Мозбах

## Пфалцграфове
- Стефан, пфалцграф и херцог на Пфалц-Зимерн-Цвайбрюкен (1410 – 1444)
- Фридрих I, пфалцграф и херцог на Пфалц-Зимерн (1444 – 1480)
- Йохан I, пфалцграф и херцог на Пфалц-Зимерн (1480 – 1509)
- Йохан II, пфалцграф и херцог на Пфалц-Зимерн (1509 – 1557)

## Курфюрстове
- Фридрих III фон дер Пфалц (1515 – 1576), също като Фридрих II пфалцграф на Зимерн-Шпонхайм, упр. 1557 – 1559
- Лудвиг VI фон дер Пфалц (1539 – 1583)
- Фридрих IV фон дер Пфалц (1574 – 1610)
- Фридрих V фон дер Пфалц (1596 – 1632)
- Карл I Лудвиг фон дер Пфалц (1617 – 1680)
- Карл II фон дер Пфалц (1651 – 1685)